# Тур, Зои
Ханна Зои Тур (англ. Hanna Zoey Tur; имя при рождении Роберт Альберт Тур англ. Robert Albert Tur; род. 8 июня 1960 года) — американский репортер. Тур создал Службу новостей Лос-Анджелеса с коллегой-репортером Марикой Джеррард, ставшей последствие его женой. Служба новостей Лос-Анджелеса была первой новостной службой, которая использовала вертолет AStar в крупном городе для освещения последних новостей, и первой, которая передавала по телевидению полицейские погони. Другие заслуживающие упоминания репортажи включают в себя Нападение на Реджинальда Денни во время беспорядков в Лос-Анджелесе в 1992 году и обнаружение места крушения самолета Pacific Southwest Airlines 1771. Тур был также первым, кто нашел и передал по телевидению погоню Симпсона Джейва в 1994 году.
Как команда, Тур и Джеррард получили три премии Эмми и две награды Эдварда Мерроу за превосходное вещание (за ее репортаж о землетрясении в Лома-Приета в 1989 году и за репортаж о том, как американцы еврейского происхождения покидали свои дома для помощи Израилю во время войны); так же они получили награду Associated Press National Breaking News и National Press Photographers Association (NPPA) Humanitarian Award.

## Биография
Имеет еврейское происхождение. Тур бросила колледж в возрасте 18 лет в 1978 году.
Брак Тур с Марикой Джеррард, который длился 23 года, завершился разводом в 2003 году. У пары было двое детей: Кэти, репортер новостей, и Джеймс, студент-медик.
В июне 2013 года Тур сделала каминг-аут как трансгендерная женщина, а в 2014 году сообщил, что он проходит заместительную гормональную терапию. В августе 2014 года после операции по коррекции пола она обратилась в суд с просьбой изменить свое имя и пол с мужского на женский. Рассказывая о своем переходе в интервью 2017 года, Тур заявил: «То что со мной происходит не является политическим актом. Это медицинское состояние, которое лечили. Я вылечен. Я закончил. Это не психическое заболевание. Существуют различия в мозге».
В 2017 году в своем посте в Facebook Тур сообщила, что его переход вызвал разногласия с ее дочерью Кэти, которая была «напугана», чтобы встретиться с Зои после перехода и которая, по мнению Тур, не поддерживает ЛГБТ-сообщество.

## Карьера

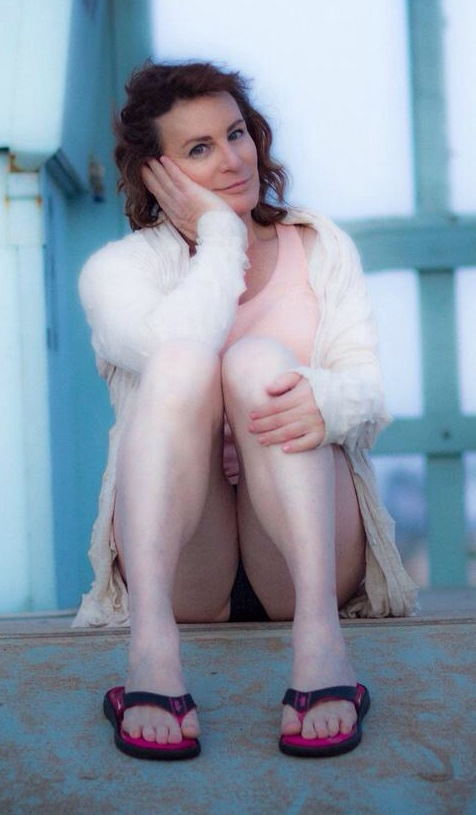
Зои Тур на пляже

В 1988 году газета Los Angeles Times заявила, что Тур спасла жизни 54 человек во время странного шторма в южной Калифорнии в январе 1988 года.
В 1991 году Федеральное управление гражданской авиации США (FAA) отозвало у Тур лицензию пилота за «безрассудный полет» после жалобы из пожарной службы города Лос-Анджелеса. В 1994 году верховный суд Калифорнии вынес решение в отношении пожарного департамента Лос-Анджелеса в связи с взятием взяток и лжесвидетельствованием в первоначальном иске FAA
Тур приписывается обнаружение семи пропавших самолетов. В феврале 1996 года Тур транслировал похищение автобуса в транзитной системе округа Сан-Диего. В декабре 1996 года Тур появился в эпизоде из двух частей документального фильма Police Camera Action! с Аластером Стюартом (англ. Alastair Stewart) под названием «Человек, который стрелял в OJ».
В августе 2006 года израильские медики ссылались на Тур за спасение жизни солдата ЦАХАЛ во время Второй ливанской войны.
В 2007 году Тур сделал на MSNBC серию документальных фильмов под  названием «Почему они бегут». Шоу сообщало о том, почему подозреваемые в преступлениях бежали от полиции, и включало интервью с теми, кто действительно вовлечен в самые печально известные полицейские преследования страны.
В феврале 2015 года Тур была нанят Inside Edition, чтобы появиться в трех эпизодах. В феврале и марте 2015 года Тур появилась на CNN, на TMZ и в Dr. Drew On Call на HLN.
В 2016 году Тур появилась в нескольких эпизодах «30 событий за 30 лет». Сериал содержит архивные кадры, а также ее воспоминания об освещении разных событий.

## Взгляды на права трансгендерных людей
Летом 2013 года Тур во время видеочата TMZ заявила, что «не верит, что женщины могут принимать такие же быстрые и решительные решения, как и мужчины, при пилотировании самолета».
В июле 2015 года, когда Dr. Drew On Call говорил о том, что Кейтлин Дженнер получила награду Arthur Ashe Courage Award за отвагу, адвокат и бывший главный редактор Breitbart Бен Шапиро поставил под сомнение её пол и назвал Тур "сэр", на что Тур отреагировала тем, что схватила Шапиро сзади за шею и сказала ему остановиться, или он "поедет домой в машине скорой помощи". Шапиро подал в полицию заявление с обвинением Тур в побоях и сказал, что намерен выдвинуть обвинения. Шапиро сказал, что он сделал это, чтобы преподать урок. Тур сказала, что сообщение было попыткой Шапиро оставаться в новостях.